# Kobylí (Pustá Rybná)
Kobylí (deutsch Kobyly, 1939–45 Roßhöfen) ist eine Grundsiedlungseinheit der Gemeinde Pustá Rybná in Tschechien. Sie liegt acht Kilometer westlich von Polička und gehört zum Okres Svitavy.

## Geographie
Der Weiler Kobylí befindet sich auf einer Hochfläche im Osten der Žďárské vrchy (Saarer Berge). Östlich erhebt sich der Lucký vrch (Lutzberg, 739 m. n.m.), im Süden der Landrátský kopec (Landratberg, 743 m. n.m.), westlich der Tobiášův kopec (693 m. n.m.) sowie im Nordwesten der Blatinský kopec (731 m. n.m.). Der Ort liegt im Landschaftsschutzgebiet Žďárské vrchy. Östlich verläuft die Staatsstraße II/357 zwischen Borová und Jimramov.
Nachbarorte sind Pavlásky und Betlém im Norden, Dědek im Nordosten, Lucký Vrch im Osten, Landráty im Südosten, Maděra und Odřenec im Süden, Dolánky im Südwesten, Pustá Rybná im Westen sowie Kamení und Chalupy im Nordwesten.

## Geschichte
Im 11. und 12. Jahrhundert bestand auf dem "kobylí louka" genannten Platz eine Pferdezuchtstation.
Zu Beginn des 18. Jahrhunderts wuchs die Bevölkerung in den zum Weichbild der königlichen Leibgedingestadt Polička gehörigen Dörfern stark an. In dieser Zeit entstanden außerhalb der alten Dörfer, die sich zumeist in den Bachtälern erstreckten, neue kleine Siedlungen. Dabei wurde auch die "kobylí louka" wiederbesiedelt und die Siedlung Kobylí genannt. Die Bewohner waren tschechischsprachig und überwiegend evangelisch. Erwerbsgrundlage bildete der Anbau und die Verarbeitung von Flachs; die Leinwaren fanden einen guten Absatz. Im Jahre 1789 gab es 13 Anwesen in Kobily bzw. Na Kobilach. Im 19. Jahrhundert begann der Niedergang der Flachsverarbeitung und das Dorf verarmte.
Im Jahre 1835 bestand das im Chrudimer Kreis gelegene Dorf Kobily aus acht Häusern mit 62 tschechischsprachigen Einwohnern, darunter zwölf protestantischen Familien. Pfarrort war Borowa, der Amtsort Polička. Bis zur Mitte des 19. Jahrhunderts blieb Kobily der königlichen Leibgedingestadt Polička untertänig.
Nach der Aufhebung der Patrimonialherrschaften bildete Kobylí / Kobyly ab 1849 einen Ortsteil der Gemeinde Pusté Rybné / Wüst Rybny im Gerichtsbezirk Polička. Ab 1868 gehörte Kobylí zum Bezirk Polička. Nach dem Ersten Weltkrieg zerfiel der Vielvölkerstaat Österreich-Ungarn, die Siedlung wurde 1918 Teil der neu gebildeten Tschechoslowakischen Republik. Beim Zensus von 1921 lebten in den acht Häusern von Kobylí 40 Tschechen. Von 1939 bis 1945 gehörte Kobylí zum Protektorat Böhmen und Mähren und erhielt in dieser Zeit den deutschen Namen "Roßhöfen". Im Zuge der Gebietsreform von 1960 erfolgte die Aufhebung des Okres Polička; Kobylí wurde dabei dem Okres Svitavy zugeordnet. Zum 1. Juli 1971 wurde Kobylí als Ortsteil von Pustá Rybná aufgehoben. 1991 hatte Kobylí keine ständigen Einwohner, beim Zensus von 2001 waren es 12.

## Ortsgliederung
Kobylí ist Teil des Katastralbezirkes Pustá Rybná.

## Sehenswürdigkeiten
- Mehrere gezimmerte Chaluppen